# Holothrix
Holothrix é um género botânico pertencente à família das orquídeas (Orchidaceae).

## Espécies
1. Holothrix aphylla (Forssk.) Rchb.f., Otia Bot. Hamburg.: 119 (1881).
2. Holothrix arachnoidea (A.Rich.) Rchb.f., Otia Bot. Hamburg.: 107 (1881).
3. Holothrix aspera (Lindl.) Rchb.f., Otia Bot. Hamburg.: 119 (1881).
4. Holothrix brevipetala Immelman & Schelpe, Bothalia 13: 455 (1981).
5. Holothrix brongniartiana Rchb.f., Otia Bot. Hamburg.: 107 (1881).
6. Holothrix buchananii Schltr., Oesterr. Bot. Z. 48: 447 (1898).
7. Holothrix burchellii (Lindl.) Rchb.f., Otia Bot. Hamburg.: 119 (1881).
8. Holothrix cernua (Burm.f.) Schelpe, Orchid Rev. 74: 394 (1966).
9. Holothrix culveri Bolus, Trans. S. African Philos. Soc. 16: 147 (1905).
10. Holothrix elgonensis Summerh., Bull. Misc. Inform. Kew 1932: 507 (1932).
11. Holothrix exilis Lindl., Gen. Sp. Orchid. Pl.: 283 (1835).
12. Holothrix filicornis Immelman & Schelpe, Bothalia 13: 455 (1981).
13. Holothrix grandiflora (Sond.) Rchb.f., Otia Bot. Hamburg.: 119 (1881).
14. Holothrix hydra P.J.Cribb, Kew Bull. 34: 321 (1979).
15. Holothrix incurva Lindl., Companion Bot. Mag. 2: 207 (1836).
16. Holothrix johnstonii Rolfe, Bull. Misc. Inform. Kew 1896: 47 (1896).
17. Holothrix klimkoana Szlach. & Marg., Candollea 61: 468 (2006).
18. Holothrix longicornu G.J.Lewis, J. S. African Bot. 4: 53 (1938).
19. Holothrix longiflora Rolfe, Bol. Soc. Brot. 7: 237 (1889).
20. Holothrix macowaniana Rchb.f., Otia Bot. Hamburg.: 108 (1881).
21. Holothrix majubensis C.Archer & R.H.Archer, S. African J. Bot. 62: 209 (1996).
22. Holothrix micrantha Schltr., Bot. Jahrb. Syst. 20(50): 31 (1895).
23. Holothrix montigena Ridl., J. Bot. 24: 295 (1886).
24. Holothrix mundii Sond., Linnaea 19: 77 (1846).
25. Holothrix nyasae Rolfe in D.Oliver & auct. suc. (eds.), Fl. Trop. Afr. 7: 193 (1898).
26. Holothrix orthoceras (Harv.) Rchb.f., Otia Bot. Hamburg.: 119 (1881).
27. Holothrix papillosa Summerh., Kew Bull. 14: 128 (1960).
28. Holothrix parviflora (Lindl.) Rchb.f., Otia Bot. Hamburg.: 119 (1881).
29. Holothrix pentadactyla (Summerh.) Summerh., Kew Bull. 14: 129 (1960).
30. Holothrix pilosa (Burch. ex Lindl.) Rchb.f., Otia Bot. Hamburg.: 119 (1881).
31. Holothrix pleistodactyla Kraenzl. in H.G.A.Engler (ed.), Pflanzenw. Ost-Afrikas, C: 151 (1895).
32. Holothrix praecox Rchb.f., Otia Bot. Hamburg.: 108 (1881).
33. Holothrix randii Rendle, J. Bot. 37: 208 (1899).
34. Holothrix schimperi Rchb.f., Otia Bot. Hamburg.: 108 (1881).
35. Holothrix schlechteriana Kraenzl. ex Schltr., Oesterr. Bot. Z. 49: 21 (1899).
36. Holothrix scopularia Rchb.f., Otia Bot. Hamburg.: 119 (1881).
37. Holothrix secunda (Thunb.) Rchb.f., Otia Bot. Hamburg.: 119 (1881).
38. Holothrix socotrana Rolfe in H.O.Forbes, Nat. Hist. Sokotra: 507 (1903).
39. Holothrix squamata (Hochst. ex A.Rich.) Rchb.f., Otia Bot. Hamburg.: 119 (1881).
40. Holothrix thodei Rolfe in W.H.Harvey & auct. suc. (eds.), Fl. Cap. 5(3): 100 (1912).
41. Holothrix tridactylites Summerh., Kew Bull. 16: 253 (1962).
42. Holothrix tridentata (Hook.f.) Rchb.f., Otia Bot. Hamburg.: 119 (1881).
43. Holothrix triloba (Rolfe) Kraenzl., Orchid. Gen. Sp. 1: 938 (1901).
44. Holothrix unifolia Rchb.f., Otia Bot. Hamburg.: 119 (1881).
45. Holothrix villosa Lindl., Companion Bot. Mag. 2: 207 (1836).